# Aleksandar Živković (football, 1977)
Pour l’article homonyme, voir Aleksandar Živković.
Aleksandar Živković (en serbe en écriture cyrillique : Александар Живковић), est un footballeur international serbe né le 28 juillet 1977 à Niš en Yougoslavie (aujourd'hui en Serbie) qui évoluait au poste de milieu de terrain.